# Молчанова Катерина Ігорівна
Катерина Ігорівна Молчанова (нар. 14 вересня 1988, Одеса) — українська акторка кіно та телебачення. Заслужена артистка України (2021).

## Життєпис
Народилася 14 вересня 1988 року в Одесі. У шкільні роки протягом семи років займалася театральною студією. У кіно дебютувала у віці 15 років, знялася у невеликій ролі у фільмі "Похмілля, або великий секс у маленькому місті". Закінчила Одеський національний університет, факультет бізнесу та менеджменту. "У всіх інтерв'ю гордо заявляю, що свою акторську освіту я здобула там", - говорила Катерина. Вона перепробувала безліч професій – працювала офіціанткою, аніматоркою, менеджеркою з реклами, натурницею у знаменитій «Греківці» — Одеському художньому училищі імені Митрофана Грекова. Якийсь час працювала асистенткою кастинг-директора. 
У Києві відвідувала київський театральний інститут як вільну слухачку, займалася сценічною промовою. Працювала на кастингу у режисера Олексія Олексійовича Германа.  Широка популярність прийшла до неї у 2013 році, коли на екрани вийшов фільм грузинського режисера, оскарівської номінантки Нани Джорджадзе «Моя русалка, моя Лореляй». У картині Молчанова виконала головну роль — одеську повію Нюрку, послугами якої користується місцевий міліціонер. Після успіху фільму Джорджадзе «Моя русалка, моя Лореляй» Молчанову помітила українська режисерка Олена Дем'яненко та запросила до свого масштабного проєкту «Моя бабуся Фані Каплан» на роль головної героїні. У драмі «Рівень чорного» режисера Валентина Васяновича, яка вийшла 2017 року, зіграла стиліста, єдиного друга головного героя.

## Фільмографія
Телебачення та короткометражки
- 2005 — Парубоцька вечірка, або Великий секс в маленькому місті (ТБ серіал), Руда Світлана
- 2010 — Хроніки зради (ТБ телефільм), архітектор
- 2010 — Люблю 9 березня! (ТБ телефільм), продавець
- 2011 — Заяць смажений по-берлінськи (ТБ телесеріал), медсестра
- 2012 — Порох і дріб (ТБ серіал), секретар генерала
- 2012 — «Особисте життя слідчого Савельєва» (ТБ серіал), волейболістка
- 2013 — Довгі хвилі (короткометражка), Оля
- 2014 — Вітер в обличчя (ТБ міні-серіал), медсестра в лікарні
- 2016 — Чудо за розкладом (ТБ, міні-серіал), Вероніка
- 2017 — Бузок (короткометражка), Катя

Повнометражні фільми
- 2013 — Поки ще жива, нова офіціантка
- 2013 — Моя русалка, моя Лореляй
- 2016 — Моя бабуся Фані Каплан, Фанні Каплан
- 2016 — Рівень чорного, подружка Кості
- 2019 — Гуцулка Ксеня, Мері
- 2021 — Ми є. Ми поруч, Маріанна

## Нагороди та номінації
| Нагорода       | Рік  | Категорія                          | Робота                 | Результат    |
| -------------- | ---- | ---------------------------------- | ---------------------- | ------------ |
| «Золота дзиґа» | 2017 | Найкраща жіноча роль               | Моя бабуся Фані Каплан | Номінація    |
| «Золота дзиґа» | 2020 | Найкраща жіноча роль другого плану | Гуцулка Ксеня          | Номінація    |
| «Золота дзиґа» | 2023 | Найкраща жіноча роль               | Ми є. Ми поруч         | В очікуванні |